# Femme aux boucles d'oreilles
Femme aux boucles d'oreilles est un tableau réalisé par le peintre italien Amedeo Modigliani vers 1917. Cette huile sur toile est le portrait en buste d'une femme aux cheveux noirs coupés courts devant un fond gris. Vêtue de noir, elle porte des boucles d'oreilles de couleur rouge. Léguée en 1953 par le docteur Maurice Girardin, l'œuvre est conservée au musée d'Art moderne de Paris, à Paris, en France.